# Orbifrons
Orbifrons là một chi bướm đêm thuộc họ Noctuidae.